# اسرافیل کوهستانی
اسرافیل کوهستانی (انگلیسی: Israfeel Kohistani؛ زادهٔ ۵ ژوئن ۱۹۸۷) یک بازیکن فوتبال اهل افغانستان است.